# Tine Deckers
Tine Deckers née le 5 juillet 1978 à Grobbendonk en Belgique est une triathlète professionnelle spécialiste des triathlons longues distances, quintuple vainqueur de Ironman France.

## Biographie

### Carrière en triathlon
Elle commence le triathlon en 2005 et devient professionnelle en 2008. Avec cinq victoires, elle détient le record de victoires sur l'Ironman France et établit sur l’édition 2014 le record féminin en 9 h 12 min 21 s.
En 2016, favorite de l'Ironman France chez les femmes, Tine Deckers ne manque pas ce rendez-vous international, après sa victoire du mois de mai sur l'Ironman 70.3 Pays d'Aix. Sa maitrise de l'épreuve n'a pas laissé beaucoup d'espoirs à ses concurrentes, tant elle a rapidement assis sa domination sur la course. Malgré une sortie de natation en 7e position, où la Britannique Leanda Cave a réalisé le meilleur temps, c'est dans la partie vélo, que la Belge prend les commandes de la course aux 54e kilomètre. S'ensuit alors une démonstration de force, qui voit la Belge creuser des écarts sur sa première poursuivante, la Suissesse Emma Bihlam à 2 minutes 21 secondes au kilomètre 68 et voit Leanda Cave définitivement repoussée à plus de neuf minutes. Au terme d'une partie vélo où Tine Deckers établit un nouveau record féminin en 5 heures 5 minutes et 4 secondes à l'arrivée à la seconde transition, elle entame le marathon avec une confortable avance de plus de 13 minutes sur la Suissesse, sa première poursuivante. Seule une défaillance qui n'arrivera pas, aurait pu empêcher une victoire qu'elle obtient sans forcer son talent en 9 heures 22 minutes et 4 secondes. Cette victoire, la cinquième sur cette épreuve, lui permet de rejoindre son homologue masculin Marcel Zamora Pérez, détenteur également de cinq trophées de la compétition.
En 2017, après avoir gagné le triathlon Alpe d'Huez devant la Britannique Emma Pooley, elle remporte la 34e édition de l'Embrunman. Elle pose le vélo à la seconde transition avec plus de six minutes de retard sur la Française Charlotte Morel sortie en tête de la partie natation et plus de cinq minutes d'avance sur l’Australienne Carrie Lester tenante du titre. Elle comble son retard sur la Française dès la première boucle de course à pied, faisant état d'une grande expérience et d'un rythme soutenu qu'elle ne réduit pas durant le marathon. Elle s'impose pour ajouter un nouveau titre majeur à son prestigieux palmarès. Elle réalise cette performance pour son ultime saison en tant que professionnelle. La tenante du titre Carrie Lester prend la seconde place et Charlotte Morel  réussit à conserver une place sur podium pour la seconde année consécutive,.

## Palmarès
Le tableau présente les résultats les plus significatifs (podium) obtenus sur le circuit international de triathlon depuis 2007,.
| Année | Compétition                                        | Pays           | Position          | Temps            |
| ----- | -------------------------------------------------- | -------------- | ----------------- | ---------------- |
| 2019  | Ironman France                                     | France         | Médaille d'argent | 8 h 9 min 18 s   |
| 2019  | Embrunman                                          | France         | Médaille d'argent | 11 h 0 min 30 s  |
| 2018  | Ironman 70.3 Dún Laoghaire                         | Irlande        | Médaille d'argent | 4 h 28 min 38 s  |
| 2017  | Ironman Italie                                     | Italie         | Médaille d'argent | 9 h 13 min 35 s  |
| 2017  | Embrunman                                          | France         | Médaille d'or     | 10 h 51 min 14 s |
| 2017  | Triathlon EDF Alpe d'Huez XL                       | France         | Médaille d'or     | 6 h 28 min 32 s  |
| 2017  | Challenge Geraardsbergen                           | Belgique       | Médaille d'or     | 4 h 26 min 1 s   |
| 2016  | Ironman France                                     | France         | Médaille d'or     | 9 h 45 min 6 s   |
| 2016  | Ironman 70.3 San Juan                              | Porto Rico     | Médaille d'or     | 4 h 20 min 22 s  |
| 2016  | Ironman 70.3 Pays d'Aix                            | France         | Médaille d'or     | 3 h 56 min 18 s  |
| 2014  | Ironman France                                     | France         |                   | 9 h 12 min 21 s  |
| 2014  | Ironman 70.3 Pays d'Aix                            | France         |                   | 4 h 28 min 38 s  |
| 2012  | Ironman France                                     | France         |                   | 9 h 16 min 5 s   |
| 2012  | Ironman 70.3 Irlande                               | Irlande        |                   | 4 h 24 min 35 s  |
| 2012  | Ironman 70.3 Majorque                              | Espagne        |                   | 4 h 43 min 18 s  |
| 2012  | Ironman 70.3 Afrique du Sud                        | Afrique du Sud |                   | 4 h 46 min 13 s  |
| 2011  | Ironman Lake Placid                                | États-Unis     |                   | 9 h 34 min 41 s  |
| 2011  | Ironman 70.3 Afrique du Sud                        | Afrique du Sud |                   | 4 h 42 min 28 s  |
| 2010  | Ironman France                                     | France         |                   | 9 h 21 min 29 s  |
| 2010  | Ironman Afrique du Sud                             | Afrique du Sud |                   | 9 h 29 min 58 s  |
| 2009  | Ironman France                                     | France         |                   | 9 h 30 min 29 s  |
| 2007  | Championnats d'Europe de triathlon longue distance | Belgique       |                   | 4 h 13 min 1 s   |